# Marietta (Illinois)
Marietta – wieś w Stanach Zjednoczonych, w stanie Illinois, w hrabstwie Fulton.